# Fru Esters pensionat
Fru Esters pensionat är en roman av Agnes von Krusenstjerna från 1927. Romanen publicerades först som följetong i Bonniers Veckotidning 1927, och utkom 19 november samma år i bokform.

## Romanfigurer
- Ester Befverfeldt – Ägare av pensionatet
- Fru Gina Åström – Boende på pensionatet
- Fröken Steen – Boende på pensionatet
- Krister von Block – Boende på pensionatet
- Justitierådinnan Mölling – Boende på pensionatet
- Herr Moustik – Boende på pensionatet
- Stefan Norelius – Läkare som har sin mottagning bredvid pensionatet
- Tyra – Doktor Norelius hjälpreda
- Albrekt Hillgren – Esters bror
- Annie Hillgren – Albrekts fru
- Inga Hillgren – Albrekts och Annies dotter
- Fru Stevens – Annies mamma
- Ivar Lundstedt – Annies gamla fästman
- Grace – Herr Moustiks dotter
- Hanna Svensson – Kokerska hos doktor Norelius
- Fredrik Hald – Student, svärmar för Tyra